# أوستهوفن
استهوفن (بالألمانية: Osthofen) هي بلدة ألمانية تقع في ألمانيا في راينلند بالاتينات. يقدر عدد سكانها بـ 8,358 نسمة .

## أعلام
- فريتز برينر
- فريدريش أوقست فون باولي
- ديتريش غروين